# 法属波利尼西亚国徽
法屬玻里尼西亞徽章包括位於圓型中心的舷外浮材（outrigger），背景是風格化的太陽與海洋象徵（emblem）。中間的五個人象徵法屬玻里尼西亞五大群島。這個徽章與該地區其他的國徽或徽章很相似，舉例來說，吉里巴斯國徽就與其非常類似。